# Baxterley
Baxterley är en ort och civil parish i Storbritannien.   Den ligger i grevskapet Warwickshire och riksdelen England, i den södra delen av landet, 150 km nordväst om huvudstaden London. Baxterley ligger 150 meter över havet och antalet invånare är 335.
Terrängen runt Baxterley är huvudsakligen platt. Baxterley ligger uppe på en höjd. Runt Baxterley är det ganska tätbefolkat, med 222 invånare per kvadratkilometer. Närmaste större samhälle är Coventry, 19,1 km söder om Baxterley. Trakten runt Baxterley består till största delen av jordbruksmark.